# Río Paine
Pour les articles homonymes, voir Paine.
Le Río Paine est un cours d'eau situé à l'intérieur du parc national Torres del Paine, dans la province de Última Esperanza, dans la XIIe région de Magallanes et de l'Antarctique chilien, au sud du Chili. Le cours du río Paine borde le massif del Paine. En langue Tehuelche (Aonikenk), parlée par les premiers habitants de la région, Paine signifie « bleu ».
Le fleuve prend sa source dans le lac Dickson et coule vers l'est sur une distance de 9 km jusqu'au lac Paine. Le río Paine traverse le lac, et son cours continue sur 15 km, en direction du sud dans un premier temps, avant de bifurquer vers l'ouest en direction du lac Nordenskjöld. C'est dans cette portion de la rivière que se trouve la cascade Paine.
Du lac Nordenskjöld, le cours du río Paine poursuit en direction du lac Pehoé. C'est sur ce tronçon qu'est situé Salto Grande, une chute d'eau spectaculaire de 65 mètres de haut. Le long du cours d'eau, et en particulier dans les environs de Salto Grande, il est possible d'observer une variété de flore indigène ainsi que certaines espèces animales à l'état sauvage, parmi lesquelles des guanaco. En laissant derrière le lac Pehoé, le río Paine comprend une autre chute d'eau surnommée Salto Chico et poursuit sur 6 km avant de se jeter dans le lac del Toro. Son cours inférieur est large et profond.

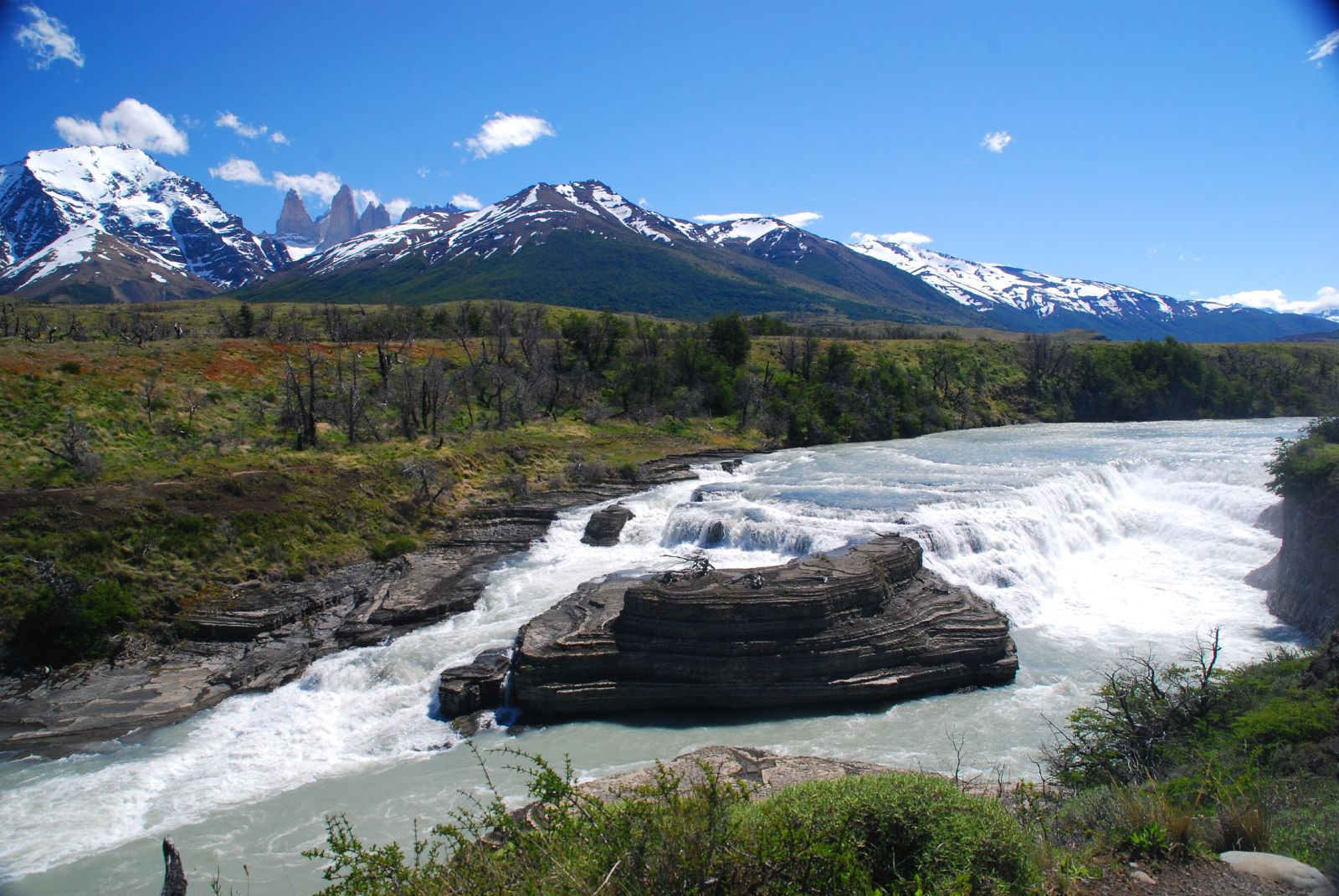
Cascade Paine
Carte du parc national Torres del Paine avec le lac Dickson, la source du Río Paine (en haut)

### Sources et bibliographie
- (en) Rudolf Abraham, Torres del Paine : Trekking in Chile's Premier National Park, Milnthorpe, Cicerone Press, 2011, 192 p. (ISBN 978-1-84965-356-5, lire en ligne)
- (es) Gouvernement du Chili, « Cuenca del río Serrano » [archive du 7 juin 2007], sur sinia.cl, 2004
- (en) C. Michael Hogan, Guanaco : Lama guanicoe, GlobalTwitcher.com, ed. N. Strömberg, 2008 (lire en ligne)